# Chiquilín de Bachín
«Chiquilín de Bachín» es un tango en ritmo de vals compuesta por el músico argentino Astor Piazzolla y el poeta uruguayo-argentino Horacio Ferrer. La canción fue editada como lado B de un simple editado por CBS en noviembre de 1969, con "Balada para un loco", de los mismos autores, como lado A. Al mes siguiente (diciembre/1969), RCA editó un simple con los mismos temas interpretados por Roberto Goyeneche y la Orquesta de Astor Piazzolla. La interpretación emocionalmente quebrada de Goyeneche quedó asociada en adelante con el tema.

## Contexto

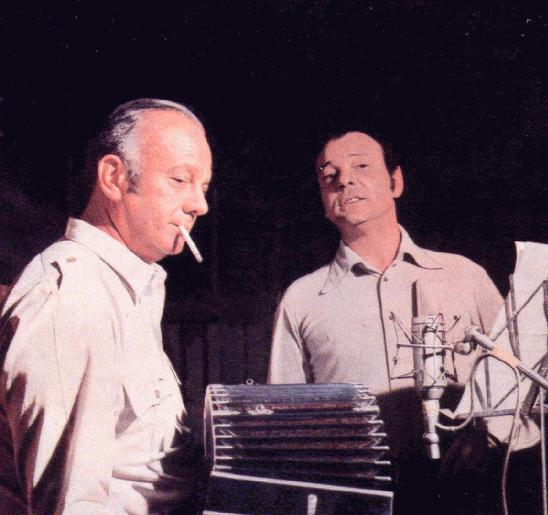
Astor Piazzolla (izquierda) junto a Horacio Ferrer en la portada del disco En persona de 1970, que incluye "Balada para un loco", recitada por Ferrer.

En la década de 1960 Argentina estaba viviendo un fuerte movimiento cultural de renovación de la canción popular en todos los géneros, a través de experiencias como el Nuevo Cancionero folklórico, el tango de vanguardia, el llamado "rock nacional", el cancionero infantil de María Elena Walsh y el cuarteto cordobés. Las canciones que en ese momento compusieron Piazzolla y Ferrer y en especial "Balada para un loco", resultaron decisivas en ese proceso de creación de la nueva canción argentina.
En 1967 Astor Piazzolla y Horacio Ferrer habían comenzado una prolífica asociación musical-poética que duraría varios años. Ferrer ha contado que Piazzolla fue y le dijo: "Quiero que trabajes conmigo porque mi música es igual a tus versos". El primer resultado de esa asociación fue la composición de la operita María de Buenos Aires, estrenada con gran éxito en 1968. 
A partir de ese momento Piazzolla y Ferrer comenzaron a componer canciones populares, pero sin lanzarlas masivamente. Una de ellas, compuesta en 1968, fue "Chiquilín de Bachín".

## Composición
El tema trata de un chico de la calle que vende flores en los restaurantes de la zona de teatros de Buenos Aires ubicados en la avenida Corrientes. Bachín era un bodegón ubicado sobre la vereda norte (impar) de la calle Sarmiento (paralela a una cuadra de Corrientes) casi esquina Montevideo, entre esta calle y Rodríguez Peña. El bodegón era parte del Nuevo Mercado de Buenos Aires y fue demolido, como la mayor parte de esa manzana, para construir el Paseo La Plaza, pero en el mismo lugar se ha construido otro restaurante que lleva el nombre de "Bachín".
Horacio Ferrer solía frecuentar los bares y restaurantes de la zona, después de actuar, como la mayoría de los artistas. Fito Paez tiene una canción titulada "11 y 6", que también se refiere a los chicos de la calle que venden flores en esa zona, en este caso en el Café La Paz, que se encuentra a escasos 100 metros de Bachín. La propia casa de Ferrer se encontraba a tres cuadras de Bachín.
El niño que vendía flores en Bachín se llamaba Pablo Alberto González y contaba en ese momento con 11 años. En 1970 la revista Siete Días lo entrevistó:

-¿Siempre vendiste flores?
-Antes trabajaba abriendo y cerrando las puertas de los taxis, hasta que una amiga, hace como tres años, me dijo que vendiera flores, que ganaría más. Yo soy el único de mis hermanos que trabaja, porque ellos son demasiado chicos. Mi mamá también trabaja: hace la limpieza en algunos bares.
-Dónde vivís?
-En una pensión, en Charcas y Alem, tenemos una pieza grande.
-¿Sabías que Piazzolla y Ferrer te estaban haciendo una canción?
-Sí, porque la noche que los conocí en Bachín me dijeron que yo era un pibe simpático y que me harían un tango, pero tenía que seguir portándome bien. Después el tango lo estrenaron en mi casa. Esa noche ellos trajeron tortas y bebidas. Hicieron una fiesta muy grande, y mi mamá preparó y adornó toda la casa para cuando llegaran. Después lo tocaron en el teatro Regina y también allí nos invitaron. Esa noche canté varias canciones y el público me aplaudió mucho.
-¿Te gusta Chiquilín de Bachín?
-Me gusta mucho. La parte más linda es esa que dice: "Angelito cara sucia y vende flores en el boliche de Bachín, baleame con tres rosas el hambre que yo te entendí".
-¿Entendés lo que quiere decir?
-No, pero me gusta igual.
-¿Cuántas horas trabajás?¿Qué hacés con esa plata?¿Qué hacés cuando no estás trabajando o en la escuela?
-Trabajo de 12 de la noche a 6 de la mañana, y la plata que gano se la doy a mi mamá. No siempre me compran las rosas, pero cuando es una pareja yo les digo: "Che, negro, comprame un ramito para tu amada", y si se niega le digo a ella: "Y vos, preciosa, no me comprás?" Entonces, antes de pasar calor, el tipo saca la plata y me compra. A veces la gente me reconoce, me dice "Chau, chiquilín de Bachín". Cuando no trabajo juego al fútbol con mis amigos en la playa de estacionamiento que está en Charcas, casi al lado del puerto.

## La canción
La canción está construida sobre un ritmo de vals que comienza con una breve introducción de bandoneón, acompañado de un piano y un violín. La canción tiene una estructura tradicional ABCB (estrofa1-estrofa2-estribillo-estrofa3-estrofa4-estribillo), aunque las estrofas tienen una variación interna que les da complejidad. En la versión grabada prescinde del recitado inicial que Ferrer la había escrito y que él recita cuando canta el tema personalmente.
La primera estrofa comienza con unos versos que se han vuelto muy conocidos, en donde golpean el contraste, en una canción llena de contrastes, entre la noche y la presencia del niño:

Por las noches cara sucia
de angelito con bluyín
vende rosas en las mesas
del boliche de Bachín.
Chiquilín de Bachín

La castellanización de una prenda muy moderna por entonces, como el blue jean, acerca y aporta ternura a una escena de la injusticia social familiarizada por la cotidianeidad de la ubicación. La primera estrofa continúa mostrando mediante sugerencias, el contraste de la "parrilla" de carne destinada a los clientes y el niño hambriento que depende del azar para comer "pan de hollín". 
La segunda estrofa habla directamente del niño, de su pobreza y de su tristeza («su tristeza que no quiere amanecer»). La tercera estrofa muestra el contraste con los niños que van a la escuela («cuando el sol pone a los pibes delantales de aprender») y trae a su madre («yira que te yira»). Finalmente en la última estrofa ya comienza a hacerse de día y el niño busca comida en la basura: «niño de mil años».
El estribillo es un grito de indignación y a la vez una súplica, en la que el poeta expone poéticamente, pero descarnadamente también, su vergüenza y la culpa por la indiferencia social:

¡Chiquilín,
dame un ramo de voz,
así salgo a vender

mis vergüenzas en flor.
Baleáme con tres rosas
que duelan a cuenta
del hambre que no te entendí,
Chiquilín.
Chiquilín de Bachín

## Otras versiones
- Fabián Rey y Trío interpretan esta canción en el álbum Tangos en el puerto, lanzado en 1972 y que incluye otros éxitos del tango.
- La cantante peruana Chabuca Granda incluyó una versión en su disco homónimo de 1977 y en sus discos de archivo Por siempre...  (1983), y en Chabuca inédita en 2005.
- Paco Herrera incluyó una versión en su disco Para beberte y beberte de 1983.
- El cantautor español Pedro Guerra la canta en su disco Alma mía (Versiones Vol.1) en 2009.
- Liuba María Hevia la incluye en su disco Naranjo en flor de 2012.
- La cantante española Martirio la interpreta en directo en sus conciertos junto a su hijo el guitarrista Raúl Rodríguez.